# 叡明高等学校
叡明高等学校（えいめいこうとうがっこう）は、埼玉県越谷市レイクタウンにある私立高等学校。

## 概要

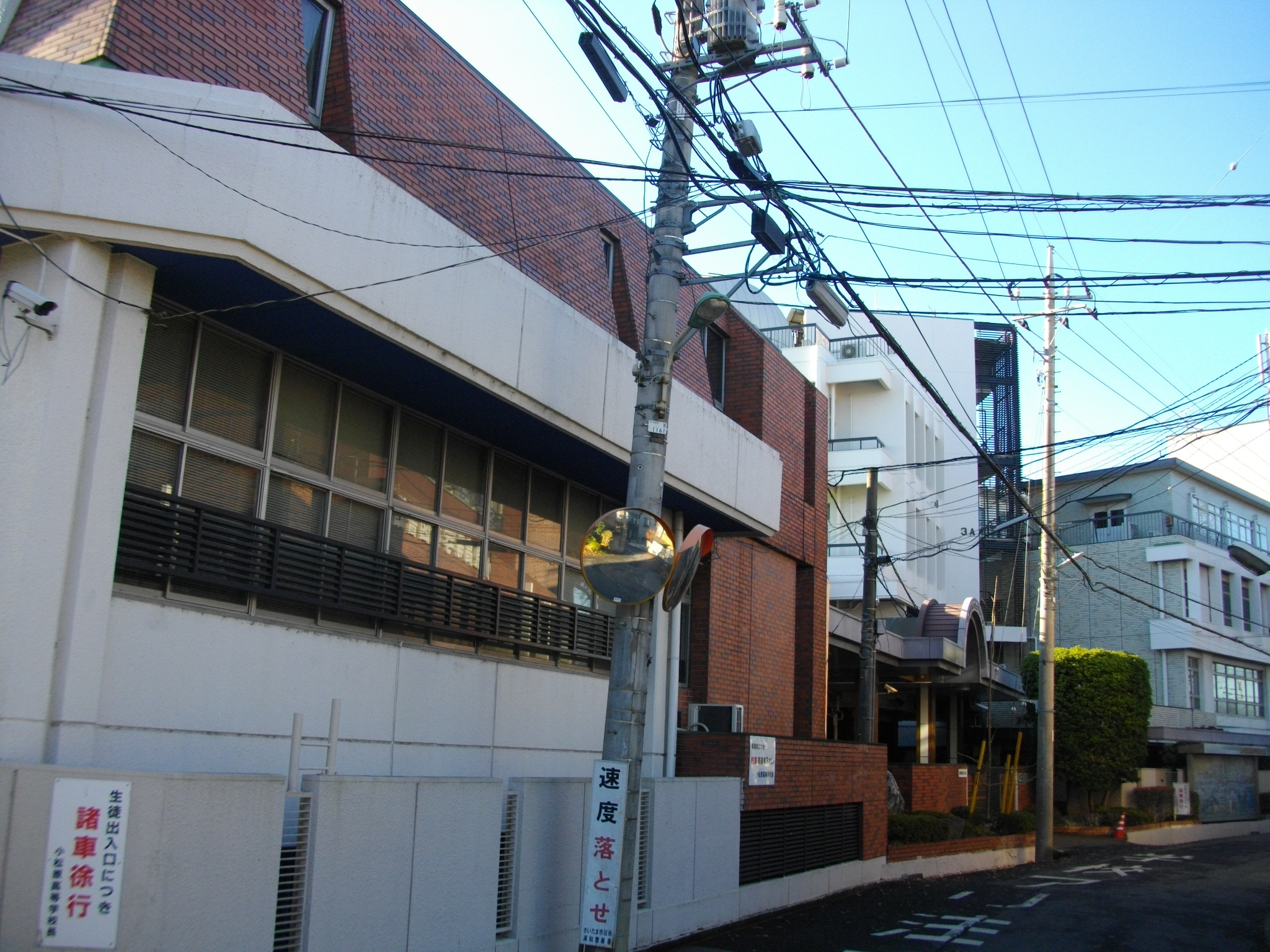
旧：小松原高等学校校舎
（現存しない。跡地はマンションになっている）

1959年（昭和34年）学校法人小松原学園の創始者である小松原賢誉が、男子校である小松原高等学校を創立した。
かつては前期・後期の2学期制であったが、小松原賢誉が1994年（平成6年）初頭に死去し方針を転換。1998年（平成10年）より3学期制を導入した。
創立から2015年まではさいたま市南区にあったが、工業科を中心とした男子校であったため、志願者数は年々減少していた。2000年代に進学選抜コースを設置し『国公立大現役合格』をフレーズに特色ある受験システムを展開した。その後、更に進学に力を入れたコースを新設した結果志願者が増加し、進学実績も向上したことから進学校化することに方針転換し、手狭で不便だった校地を越谷レイクタウンに移した。
校舎移転・校名変更・男女共学化・機械科および自動車科の募集停止、更に普通科を6コースに再編し、叡明高等学校として新設校となり、本格的に進学校を掲げスタートした。校名の由来は、教育理念である「叡智・高志・協調」の叡の「奥深く見通す、多くを受け入れて物事を明らかにする、かしこい」という意味を持つ。同時に小松原女子高等学校も同様に進学校化を目的に浦和麗明高等学校に改称した。
月曜日から金曜日までは通常授業、ホームルーム、クラブ活動を行う。土曜日はスタディサプリによる土曜講習、クラブ活動、学校行事などが行われる。

## 沿革
- 1959年 - 浦和市（現：さいたま市）に小松原高等学校創立（普通科）。小松原賢誉が初代学校長に就任。
- 1960年 - 体育館完成。
- 1961年 - 機械科を開設。
- 1969年 - 学校創立10周年記念事業の一環として自動車科を開設。
- 1974年 - 週5日制を導入。
- 1979年 - 小松原総合グランド完成。
- 1983年 - 天文台完成。
- 1987年 - 機械科に機械コース、情報技術コースを開設。
- 1989年 - 学校創立30周年。15号館校舎完成。
- 1993年 - 機械科の情報技術コースを学科に昇格。情報技術科となる。
- 1995年 - 鈴木幸夫が2代目学校長に就任。
- 1997年 - 制服をブレザーに変更。
- 1998年 - 前期・後期の2学期制から3学期制に変更。
- 2000年 - 普通科に進学選抜コースを開設。
- 2002年 - 小松原誠が3代目学校長および小松原学園理事長に就任。
- 2003年 - 普通科に進学選抜コース・進学コース・総合コースを開設。
- 2009年 - 普通科に進学選抜コースSを開設。
- 2011年 - 理事長兼学校長の小松原誠死去。加藤正芳が4代目学校長に就任。
- 2013年 - 普通科のコースを再編し、特別進学、進学選抜、総合進学コースを開設。 制服を変更。
- 2014年 - 笹本隆悦が5代目学校長に就任。
- 2015年 - 越谷市に移転。叡明高等学校に改称、共学化。普通科6コース、情報技術科を情報科に再編。理事長に浦和麗明高等学校校長の富樫強が就任。
- 2016年 - 8月28日に行われた『24時間テレビ 「愛は地球を救う」』の全国高等学校合唱選手権に全国314校の代表校5校の中の1校として出場し、城星学園高等学校、松戸市立松戸高等学校、香川県立坂出高等学校、東亜学園高等学校と接戦で勝ち抜き優勝した。
- 2020年 - 情報科募集停止。普通科6コースのみ（特選、特進I、特進II、進学I、進学II、進学III）となる。角道俊哉が6代目校長就任。
- 2022年 - 普通科コースを再編し「特選コースI類・特選コースII類・特進コースI類・特進コースII類・進学コースI類・進学コースII類」となる。宮本智樹が第7代目校長就任。
- 2023年 - 普通科コースを再編し「特選コースI類・特選コースII類・特進コース・進学コース」となる。

## 建学の精神・教育方針

### 建学の精神
- みんなから愛される人
- 社会に役立つ人
- 勤労を尊び前進する人

### 教育理念
- 叡智・高志・協調

### 教育方針
- 自主自立の精神を養い、自ら学び自ら考える力をはぐくむ
- 確かな学力と規範意識に基づく豊かな社会性を養い、たくましく生き抜く力を育む
- 思いやりの心や個性を伸ばし、一人ひとりの夢や希望を育む

## 教育
- 3学期制で週5日授業。授業時間は50分で、特選、特進は1日7時間授業を基本としている。校内に全ての生徒が利用できる自習室が設置されており、学習環境が整えられている。
- 特選・特進は映像授業（スタディサプリ）による土曜講習や朝の英単語テストがある。
- 特選・特進は長期休暇には講習があり、授業内容の先取りを行う。
- ICT環境も整備されており、生徒全員がタブレット端末（iPad）を購入し、授業で活用している。

### 進路
- 1年次と2年次に教員や卒業生による学習方法や進路についての説明会であるスプリングセミナーを実施。
- 進路に関する行事が豊富で、進路に関する情報を得やすい。

### 英語教育
- 帰りのホームルーム前に、スタディサプリEnglishを毎日10分間行っている。
- 英語の授業で、学研オンライン英会話を実施している。

### 放課後の活動
- 希望者は有料でAI教材を用いた学習システム「atema+」を利用することができる[3]。理解度や弱点、ミスの傾向などをAIが完全分析する。
- 希望者は英語研修（セブ島・British Hills・TOKYO GLOBAL GATEWAY）や研修旅行（エストニア・フィンランドなど）に参加できる。
- 地域との連携も盛んで、南越谷阿波踊りにはボランティアとして参加している。

## 制服
- 創始者である小松原賢誉の意向により、黒の詰襟学生服がしばらく続いた。デザインの基は海軍制服といわれている。
- 1997年にブレザーへ変更。
- 2015年入学生から新制服となる。セーターはグレー・紺の2色から、ベストは女子のみ、紺・白から選択可能[4]。
- 紺色のブレザーで、ボトムは灰色ベースに薄く柄が入っている。ネクタイは黒色ベースに白・青などのラインが入ったチェック柄になっている。リボンはチェック柄にブルーのラインが入っている。スカートはチェック柄で夏冬それぞれ2種類、4パターンがある。Yシャツ・ブラウスは、ピンク・ブルー・白が選べる[5]。

## 学科・コース

### 特進選抜コースI類・特進選抜コースII類
難関国立大学・私立大学を目指す。それぞれ1クラスの少人数で構成される。国公立対応型カリキュラムで受験に必要な5教科すべてを授業で扱う（私立選択者は2年次から3教科のカリキュラム）。3年次の夏季講習から入試演習を実施するため、授業の進度は早い。進研模試を基本とした模試も3年を通して15回実施。大学受験の際、指定校推薦を利用することができない。

### 特別進学コース
GMARCHなどの難関私立大学を目指す。3科に特化したカリキュラムとなっており、演習の授業が多い。特選と同様、講習や模試がある。

### 進学コース
成成獨國・日東駒専などを目指す。授業は6限までで、他のコースに比べ授業時間が少なく、部活に専念できる。総合型・学校推薦型の入試に対応するべく、文系・理系に分かれた後も国語演習や小論文の授業を通して対策を行う。

## 部活動
- 合唱部は2002年に男声合唱のクラブとして創部し、2013年に「第80回NHK全国学校音楽コンクール」に初出場し、優良賞を受賞した[9]。
- 自転車競技部は高等学校では数少ない部活ではあるが、インターハイなど全国大会への出場経験がある。
- ダンス部は『マイナビHIGH SCHOOL DANCE COMPETITION』において、3年連続全国大会優勝[10]。
- 硬式野球部は近隣野球強豪校打倒を掲げており、2019年には高校野球春季埼玉大会において、春の埼玉大会6連覇中の浦和学院高等学校を破る金星を挙げた[11]。また、2025年には決勝で昌平高等学校に勝利し、全国高等学校野球選手権埼玉大会初優勝を果たし、春夏通じて初の甲子園出場を決めた[12]。
- チアリーディング部は第16回全国高等学校ダンスドリル冬季大会で審査員特別賞を受賞。[13]
- 放送部（EBC：Eimei Broadcasting Club）は、2023年度に『第21回関東地区高校放送コンクール』で優秀賞（第2位）を受賞。また、2024年度には『第71回NHK杯高校放送コンテスト埼玉県大会』で最優秀賞を受賞し『第71回NHK杯高校放送コンテスト全国大会』に出場[14]。

### 強化指定部
- 男子硬式野球部
- 女子バドミントン部
- 男子バドミントン部
- 合唱部

### 準強化指定部
- ダンス部
- 男子サッカー部
- 吹奏楽部

### 運動部
- 女子バスケットボール部
- 女子バレーボール部
- 男子バレーボール部
- 女子ソフトボール部
- 女子硬式テニス部
- 男子硬式テニス部
- 卓球部
- 男子バスケットボール部
- 陸上部
- ゴルフ部
- 女子サッカー部
- 自転車競技部
- チアリーディング部

### 文化部
- 放送部
- 演劇・映画部
- 軽音楽部部
- 茶道部
- 美術部
- 写真部
- 科学部
- 家庭科部
- 華道部
- 書道部

### 同好会
- ウエイトトレーニング同好会
- 阿波踊り同好会
- リベラルアーツ同好会

## 主な学校行事

### 部活動交流戦（5月）[15]
- 姉妹校である浦和麗明高等学校と部活動を中心とした交流を行う行事。
- 文化部・運動部ともに様々な部活が参加する。

### 文化発表会（6月）
- 文化部の発表を全生徒と保護者で鑑賞する行事。
- サンシティホールや春日部市民文化会館で実施する

### 叡明祭（9月）
- クラス単位で出し物を行う。
- 部活でのステージパフォーマンスや展示も行う。

### 体育祭（10月）
- 学年ごとに時間を分けて行う。
- 1人1種目以上参加し、クラスごとの得点を競う。

### 修学旅行（12月）
- 場所は特選コースはオーストラリア（ゴールドコースト）、特進・進学コースは、シンガポールとなる。（2025年度まで）
- 2026年度より行き先が台湾・沖縄の選択制に変更される[16][17]
- 2学年が実施

### プレゼン大会（3月）
- 総合探求の授業でテーマに沿ったスライドを作成し、各コースの代表者がアリーナで発表をする。
- 実行委員でコンセプトを決め、それに合わせた企画も実施する。
- 運営は、有志の実行委員と放送部で行う。

## 主な校則
- スマートフォンの所持は許可されているが、校内での使用や登下校中の使用は教員の許可が必要。
- 登下校中の入店や公園等の立ち寄りは原則禁止だが、2022年度から下校時のイオンレイクタウンへの立寄りは許可されている。
- アルバイトは原則禁止されている。
- 髪型の変形及び加工は禁止されている。但し、ツーブロックはヘアスタイルとして認められている。
- 前髪の長さは目にかからない程度にしなければならない。
- 男子は、横・もみあげ・襟足の長さが決まっている。
- 女子のへアスタイルは、髪を自然な状態で下ろす、または髪をまとめるものと決まっている。

## 協定校・提携
文教大学
2023年度に文教大学経営学部（あだちキャンパス）と連携協定を締結
東洋大学
2022年度に東洋大学生命科学部・食環境科学部と連携協定を締結
2023年度に東洋大学総合情報学部・文学部と連携協定を締結

## 校内施設
敷地面積は41,999m2、建築面積は6,730m2、延床面積は15,017m2。建物は大きくわけて、校舎棟（教室棟）とアリーナ棟の2つからなる。
校舎棟（教室棟）
地上4階建で、1つの階に一直線で14教室が並んでいる。というのも、普通教室は机が横8列に並べられるスタイルになっているため、一般的な高校と比べて、横幅が広く、縦幅が狭くなっている。
アリーナ（体育館）
バスケットボールコート3面分の広さがある。
叡明ホール（多目的ホール）
着席時で約500名が収容可能で、音楽ホールや講演会等に使用が可能。ボタン一つで椅子の収容が可能なため、放課後はダンス部や卓球部の練習場としても使用可能。
E-studio(イースタジオ)
2022年に新設された施設。ダンス部や卓球部などが部活動で使用するほか、体育の授業でも使用する。
ファミリーマート（コンビニエンスストア）
2024年9月にランチルーム内にてオープン。それに伴い食堂は閉鎖された。
中庭
2024年9月にオープン。昼食を食べるスペースとして利用することができる。
グラウンド
- 野球場
- サッカー場
- テニスコート4面（オムニコート仕様）[23]

## 委員会活動
- 美化委員
- 保健委員
- 体育委員
- 図書委員
- 広報委員
- 文化祭実行委員
- 体育祭実行委員
- 地域連携委員

## 著名な卒業生

### スポーツ
- 山口真吾
- 西島洋介
- 細野雄一
- 坂本博之
- 遠藤大由
- 山田和司
- 井出有治
- 手島雄介

### 芸能界
- NIY（SHAZNA）
- 高久誠司
- ダンサブル
- 西野雅人

### その他
- 池沢早人師
- 平澤隆司
- 島村穰

## 交通
- 越谷レイクタウン駅東口より徒歩7分

## その他
- 浦和麗明高等学校 - かつては隣接・併設校として小松原女子高等学校であった。